# United States Army Aviation Branch
L’United States Army Aviation Branch est la branche d'aviation légère militaire de l'United States Army, dont elle rassemble depuis 1983 les moyens aériens (essentiellement hélicoptères d'attaque au sol et de transport, et avions de transport, guerre électronique, etc.). Elle est distincte des forces aériennes qui dépendent de l'United States Air Force.
Son siège est l'Army Aviation Center à Fort Novosel, Alabama.

## Historique

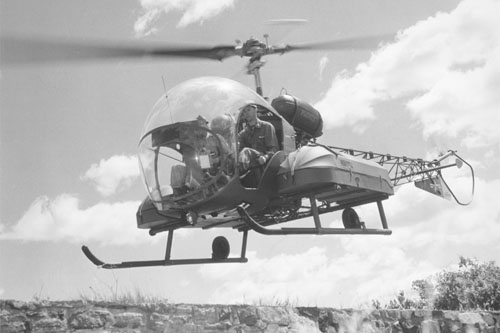
Hélicoptère Bell 47 (H-13G) en Corée du Sud dans les années 1950. Durant la guerre de Corée, on vit la première utilisation intensive de ces « ambulances volantes » pour les évacuations sanitaires aériennes.

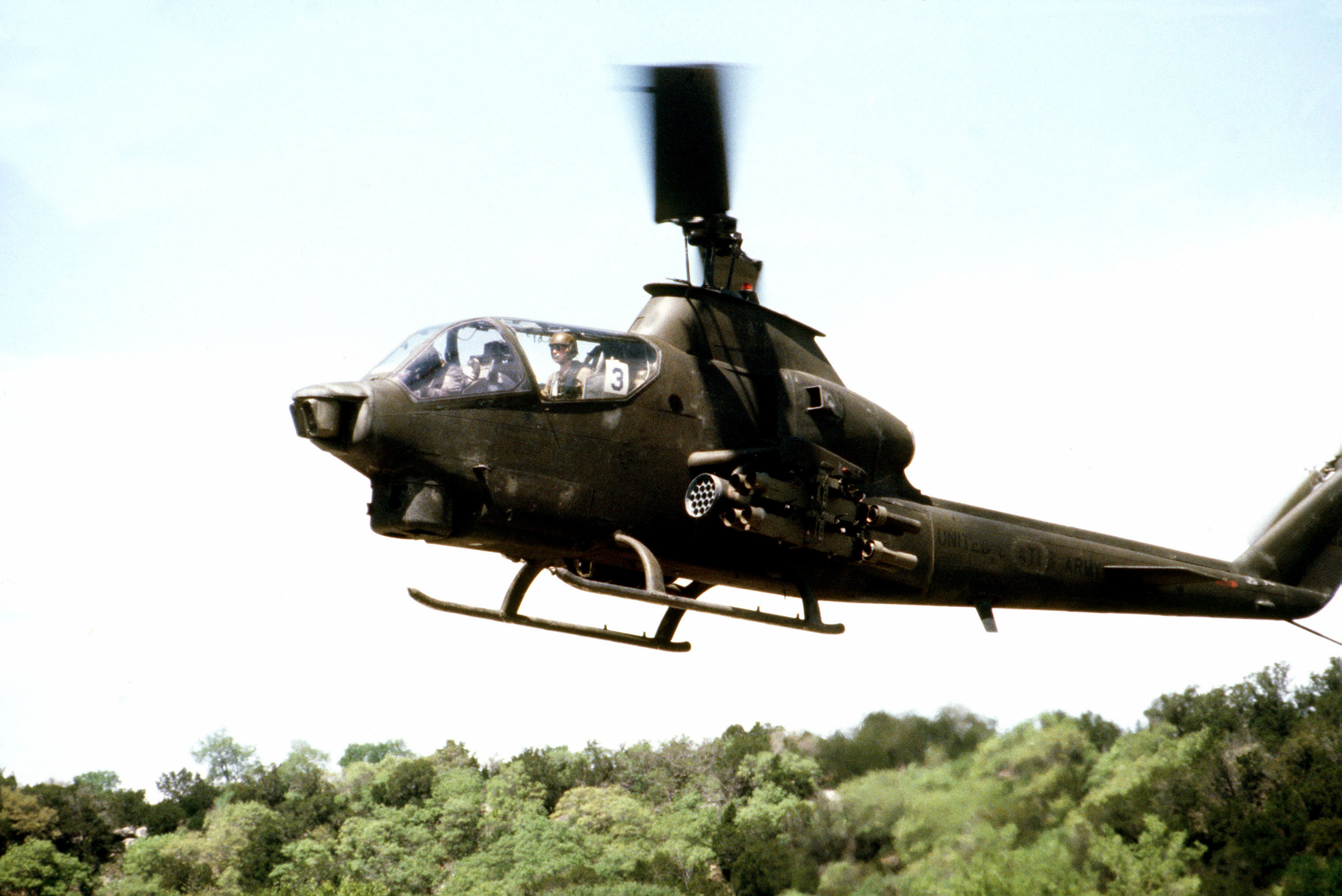
Le AH-1 Cobra apparu durant la guerre du Viêt Nam est le 1er véritable gunship conçu dès l'origine pour le combat.

Lors de la guerre de Sécession, l'US Army créa sa première unité d'aérostation, le Union Army Balloon Corps et renouvela l'expérience lors de la guerre hispano-américaine.
Avant le déclenchement de la Seconde Guerre mondiale, les artilleurs réclament avec insistance des moyens d'observation aérienne des feux plus adaptés que ceux fournis par l'USAAF. Ils préconisent l'emploi d'avions légers commerciaux et soutiennent le principe de leur intégration organique dans les unités utilisatrices. Après une série d'expérimentations réussies, le 6 juin 1942, le département de la Guerre américain autorise la création d'une Aviation d'observation d'artillerie qui participa à l'opération Torch.
Les premiers hélicoptères commencèrent à être utilisés en nombre durant la guerre de Corée dans le rôle d'ambulances mais c'est lors de la guerre du Viêt Nam que la polyvalence des hélicoptères est exploitée à fond et que cette branche connait ses heures de gloires. En 1960, l'armée de terre américaine comptait, en service actif, 2 895 avions et 2 663 hélicoptères ; en 1970, elle disposait de 2 241 avions et 9 903 hélicoptères.
En effet, à la suite des essais sur la guerre aéromobile menés par la 11e division aérienne d'assaut (11th Air Assault Division) depuis 1963 à la suite de la stratégie de guérilla en cours durant la guerre du Viêt Nam, le 1er juillet 1965, cette grande formation est recréée en tant que 1st Cavalry Division (Airmobile).
Elle se déploie rapidement dans la République du Viêt Nam où les unités d'avant-garde arrivent le 25 août 1965. La division compte alors un effectif de 15 787 militaires et 1 600 véhicules. Elle dispose alors d'un total de 428 hélicoptères : 93 d'observation (Hughes OH-6 Cayuse, Bell OH-58 Kiowa à partir de 1969), 287 utilitaires ou d'assaut (Bell UH-1 Iroquois, Bell AH-1 Cobra à partir de 1967) et 48 de transport (Boeing CH-47 Chinook), et une escadrille de 6 avions de reconnaissance Grumman OV-1 Mohawk. L'artillerie divisionnaire est constituée de 3 bataillons équipés chacun de 12 howitzer 105 mm M102. Elle dispose de ses propres unités de génie militaire et de soutien. Elle subit 5 444 tués et 26 592 blessés au combat dans cette longue guerre. Le 1er juillet 1968, la 101e division aéroportée est rebaptisée « 101th Air Cavalry Division » et fut déployée au Viêt Nam pour la guerre héliportée.
Utilisés pour la première fois à une très grande échelle dans un conflit, environ 12 000 engins américains ont été engagés au total durant la durée de cette guerre en Asie du Sud-Est avec un maximum instantané de 2 850 en 1968; le nombre d'engins détruit est de 4 871 dont 2 282 par accidents. Le nombre de pilotes d'hélicoptères tués ou disparus s'élève à 2 181 dont 1 905 pour l'US Army. Si l'on ramène les hélicoptères abattus par l'action ennemie au nombre de sorties, on obtient un ratio de 1 pour 18 000. Parmi les deux grands symboles de la guerre aéromobile, les UH-1 Huey de l'armée de terre américaine ont effectué 9 713 762 heures de vol entre octobre 1966 et 1973 et les AH-1G Cobra 1 110 716 heures de vol.
À partir des années 1970, les hélicoptères équipés de missiles antichar sont déployés en nombre en Allemagne de l'Ouest pour la défense de l'OTAN face au Pacte de Varsovie.
L'actuelle Army Aviation Branch a été créée le 12 avril 1983.

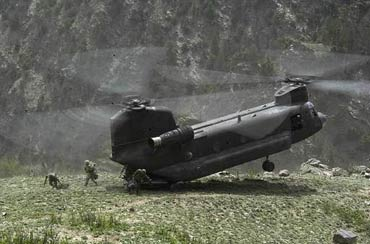
CH-47 déposant des troupes à Tora Bora en mai 2002.

La guerre du golfe de 1991, la guerre en Afghanistan depuis 2001 et les guerres d'Irak de 2003 ont vu se déployer plusieurs centaines d'hélicoptères. En Irak, entre 2003 et 2010, on compte environ 110 hélicoptères de l'Army Aviation perdus dont une quarantaine au combat et en Afghanistan, entre 2001 et 2010, le bilan est d'environ 70 hélicoptères perdus dont 13 dû au feu ennemi.
Les hélicoptères américains ont volé 240 000 heures en 2005, 334 000 heures en 2006 et, selon les prévisions, devraient compter 400 000 heures de vol en 2007.
En 2009, le général Martin Dempsey, commandant le Training and Doctrine Command (TRADOC), indique que l'on forme 1 200 pilotes d'hélicoptères par an alors que la demande de l'armée de terre est de 1 500 pilotes.
Les sept derniers exemplaires du Bell UH-1 Iroquois sont retirés le 2 février 2011.
Cette branche représente, en 2011, 7 % des effectifs de l'armée de terre des États-Unis et 22 % du budget R&D-acquisition lui est dédié. Le budget total en 2011 de cette arme à cette date est de 7 milliards de dollars américains mais avec seulement 107 millions pour la recherche et développement, ce qui est largement insuffisant, même si de nouveaux fonds ont été dégagés pour l'étude et le développement de drones (programmes MRMUAS, JMR et JFTL), les militaires se posent des questions sur le renouvellement de leur parc aérien, les 3 principaux modèles (AH-64, UH-60 et CH-47) devant voir leur production s'arrêter d'ici au maximum 2025.
L'un des programmes les plus importants en cours est celui sur des turbines d'hélicoptères plus puissantes et moins chères à l'entretien, le Advanced Affordable Turbine Engine. Le futur moteur, soit le Honeywell/Pratt & Whitney HPW3000, soit le General Electric GE3000, devra avoir une puissance de 3 000 ch, soit une augmentation de 50 % de puissance par rapport à l’actuelle turbine General Electric T700, avoir une réduction de consommation de carburant de 25 %, permettre une diminution de 35 % des frais de maintenance et une durée de vie plus longue de 20 %. Une production initiale à faible taux est prévue à partir de 2022/2023.
Au niveau des appareils, l'Army National Guard dispose d'un total de 1 500 hélicoptères au début de 2014, mais des propositions de l'US Army à la suite des réductions du budget de la défense veulent effectuer des transferts de types d'appareils aux unités d'active baissant le parc à 1 200 hélicoptères soit le tiers du total de la flotte aérienne de l'Army. Au total, la flotte d'hélicoptères d'active de l'US Army sera réduite de 25 %, celle de la Garde nationale de 8 %.

## Moyens aériens

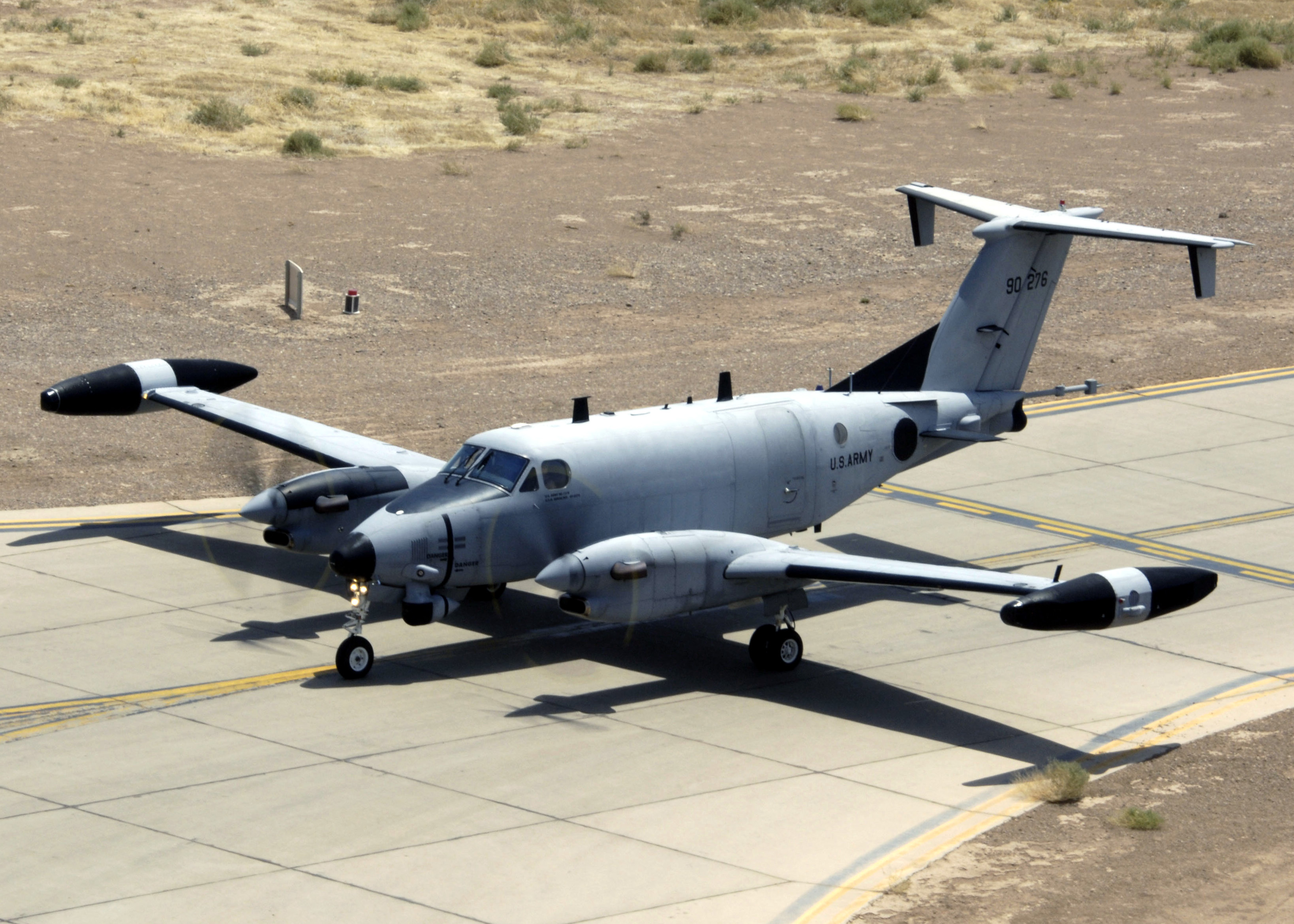
Un Beechcraft RC-12P de renseignement, surveillance et reconnaissance.

Résumé des moyens aériens de l'US Army en 2003 : 
- 380 Boeing (Hughes/McDD) AH-64 A Apache dont 147 en écoles, réserve, centre d'entraînement - hélicoptère d'assaut ;
- 346 AH-64 D dont 126 en écoles, réserve, centre d'entraînement - hélicoptère d'assaut ;
- 458 Bell OH-58 A/C Kiowa - hélicoptère léger d'assaut/reconnaissance ;
- 372 Bell OH-58 D (aurait dû être remplacé par 368 Bell ARH-70 dérivé du Bell 407 dans les années 2010 mais le programme a été abandonné en 2008[12] ; leur retrait était prévu pour mi-2017[13]) ;
- 1 569 Sikorsky UH-60 Black Hawk - hélicoptère polyvalent ;
- 422 Bell UH-1 Iroquois - hélicoptère utilitaire (est remplacé depuis 2008 ainsi que les OH-58 A/C par 345 UH-72A Lakota) ;
- 461 Boeing CH-47 Chinook - hélicoptère de transport lourd ;
- 169 Bell TH-67 Creek - hélicoptère école (il est retiré le 20 février 2021, remplacé dans son rôle par les Lakota)[14] ;
- 299 avions de transport, de liaison dont une cinquantaine d'écoute électronique dont plusieurs versions du Beech C-12 Huron.

Soit un total de 4 476 appareils.
En font partie plusieurs dizaines de MH-6 Little Bird utilisés par les forces spéciales de l'USSOCOM.
En 2004, les divisions blindée et d'infanterie de l'US Army disposent chacune de :
- 18 à 24 AH-64 Apache ;
- 16 à 38 OH-58 Kiowa ;
- 15 à 30 UH-60 Black Hawk.

## Organigramme

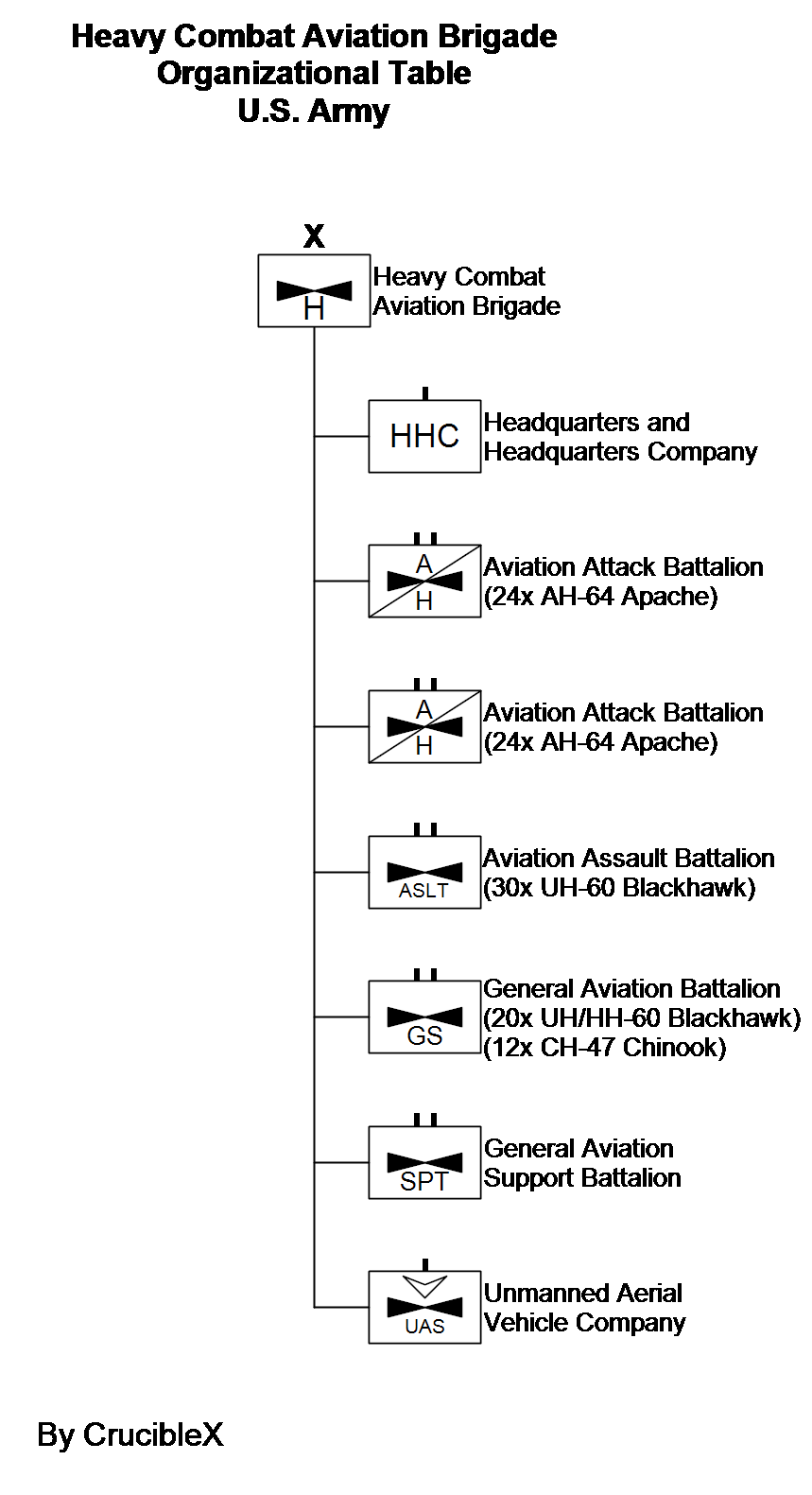
Organigramme d'une brigade d'aviation de combat lourds. Elles disposent de 2 bataillons d'attaque contre un seul pour les autres brigades.

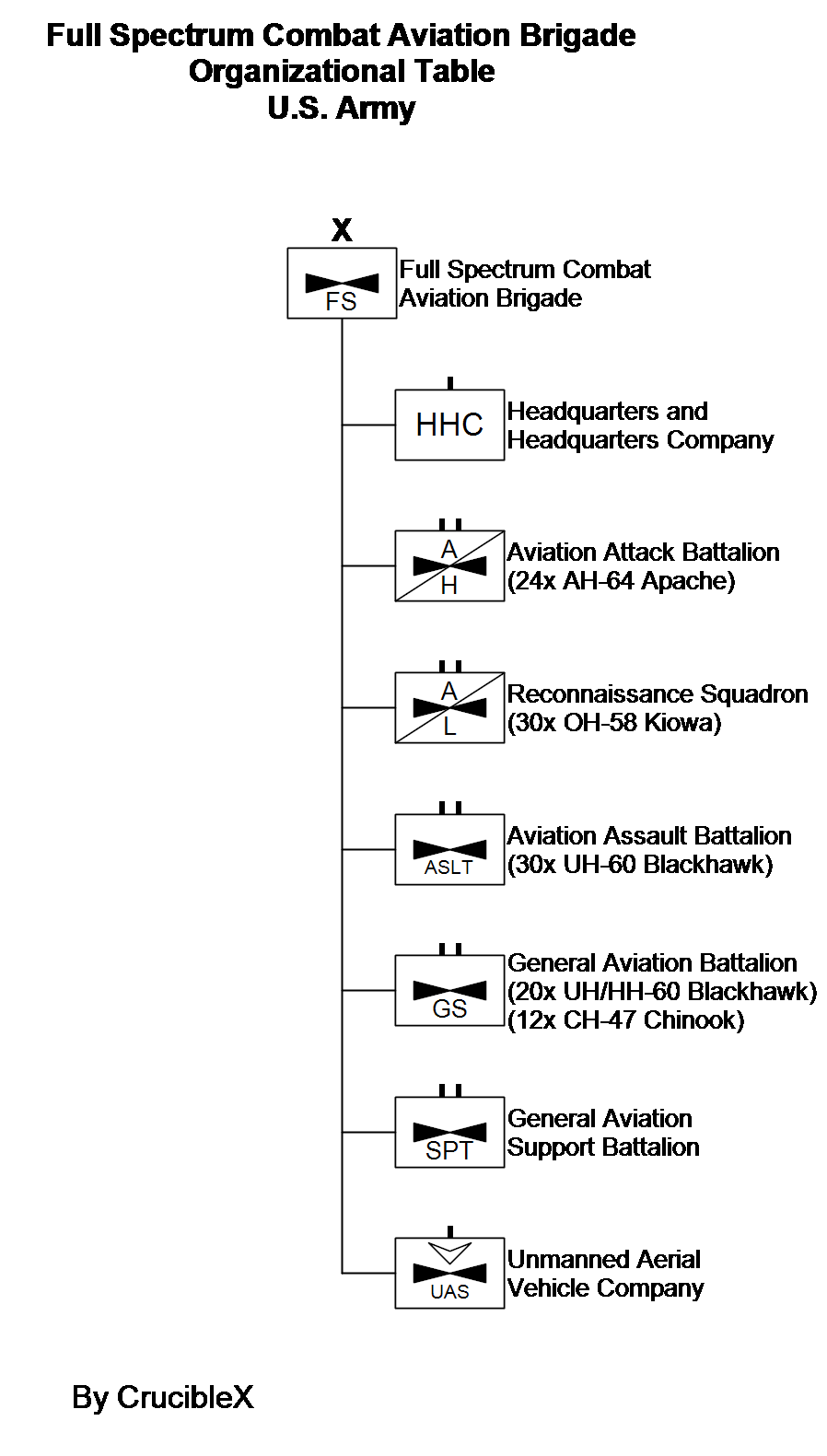
Organigramme d'une brigade d'aviation de combat standard. Elles disposent d'un bataillon de reconnaissance et d'un d'attaque.

À la suite de l'annulation du programme Boeing/Sikorsky RAH-66 « Comanche », il était prévu en 2008/2009 que d'ici les années 2010, 501 « Apache » seront portés au standard AH-64E (anciennement AH-64D Block III) qui sera au même niveau que le Comanche Block I moins la furtivité ; les 213 AH-64 A qui seront encore en service partiront à la Garde nationale et à la Réserve. L'objectif en 2022 est alors de 634 AH-64E remplaçant toutes les autres versions précédentes.
À la livraison du premier exemplaire à l'US Army le 2 novembre 2011, il est prévu un total de 690 exemplaires ayant ce standard et au début de 2014, on prévoit le transfert de l'ensemble des Apaches aux unités d'actives. En mai 2020, on prévoit un total de 791 AH-64E essentiellement par conversion des anciens standards, les Apache resterait en service jusqu'en 2060.
Les vingt brigades d'aviation sont en théorie parfaitement identiques dans leur organisation avec l'équivalent d'une mini force aérienne pour chacune des dix divisions d'active de l'US Army, des huit de la garde nationale des États-Unis, du United States Army Europe et du United States Army Alaska (en). Elles ont été baptisées « Combat Aviation Brigade (en) » et comptent 2 600 militaires, les annonces de 2014 devant changer le format ci-dessous :
Pour les huit brigades lourdes : 
- 2 bataillons d'attaque (2 x 24 AH-64) ;
- 1 bataillon de manœuvre (30 Black Hawk : pouvant transporter en une seule rotation un bataillon d'infanterie) ;
- 1 bataillon de soutien (12 Chinook, 8 hélicoptères de commandement, 12 hélicoptères ambulance) ;
- 1 bataillon de drones ;
- 1 unité de maintenance ;
- 1 brigade Aviation Element (chargée de la coordination 3D des opérations, des transmissions, de la coordination avec les brigades terrestres…).

Soit entre 100 et 120 voilures tournantes par division, sous le contrôle direct du commandant de cette division, ce qui évite de passer par le corps d'armée pour avoir des moyens aériens significatifs comme auparavant.

## Galerie

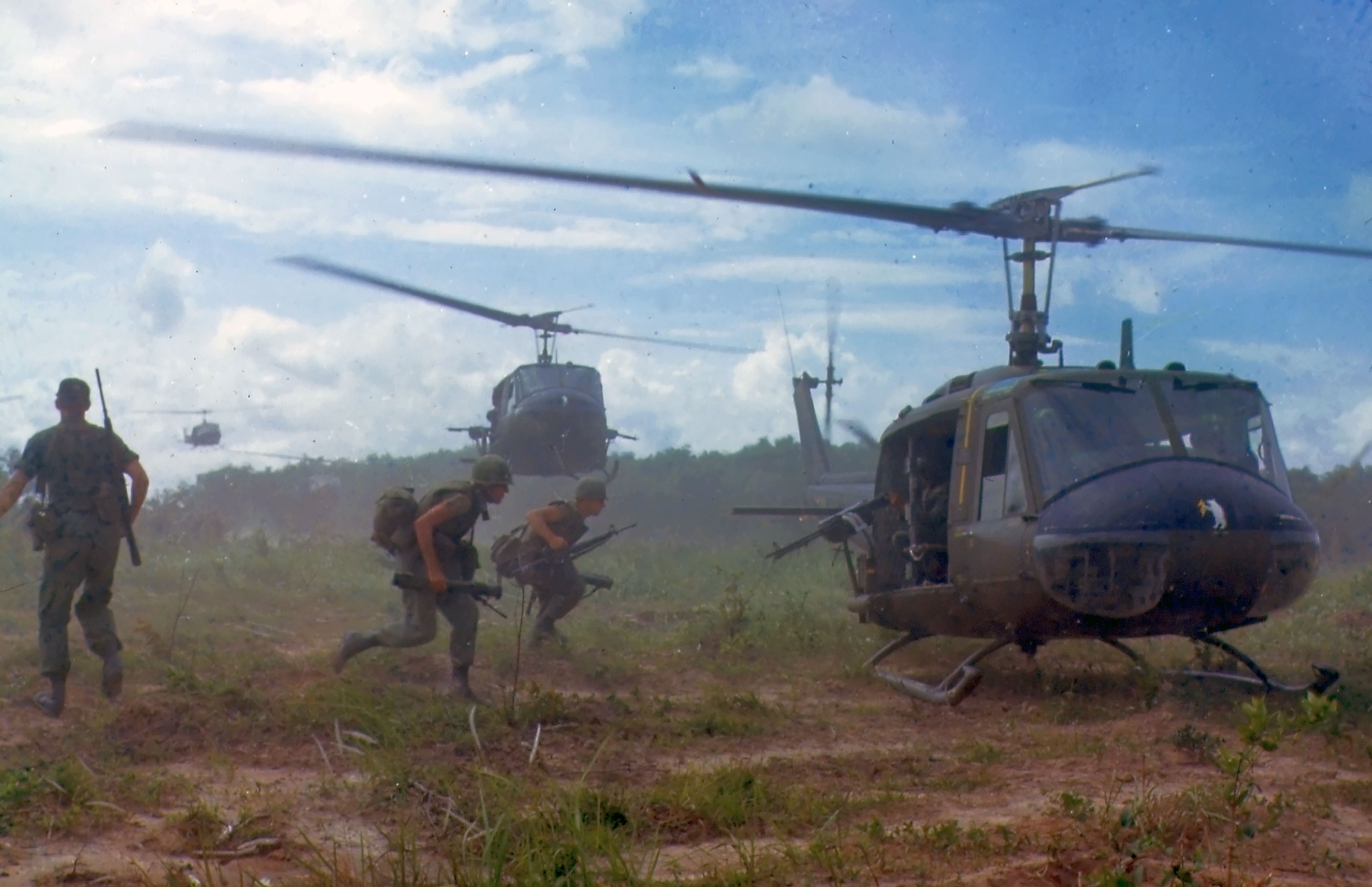
Des UH-1 D Iroquois utilisés pour le transport de troupes en 1966.
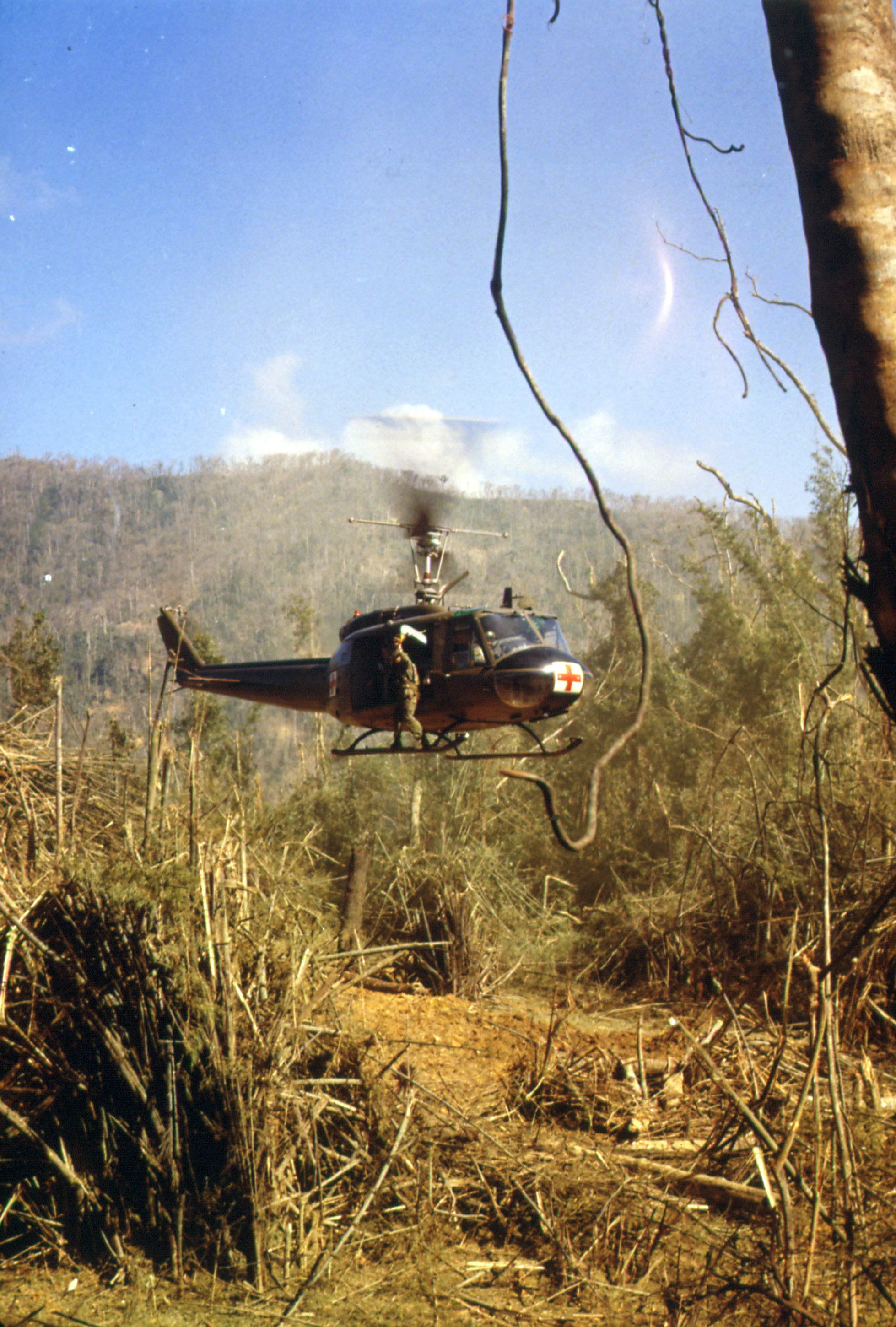
Un UH-1 Iroquois utilisé comme ambulance durant la guerre du Viêt Nam.
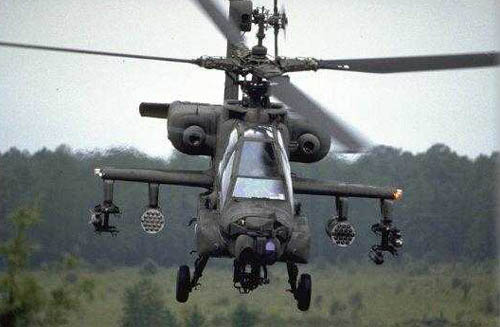
AH-64 Apache
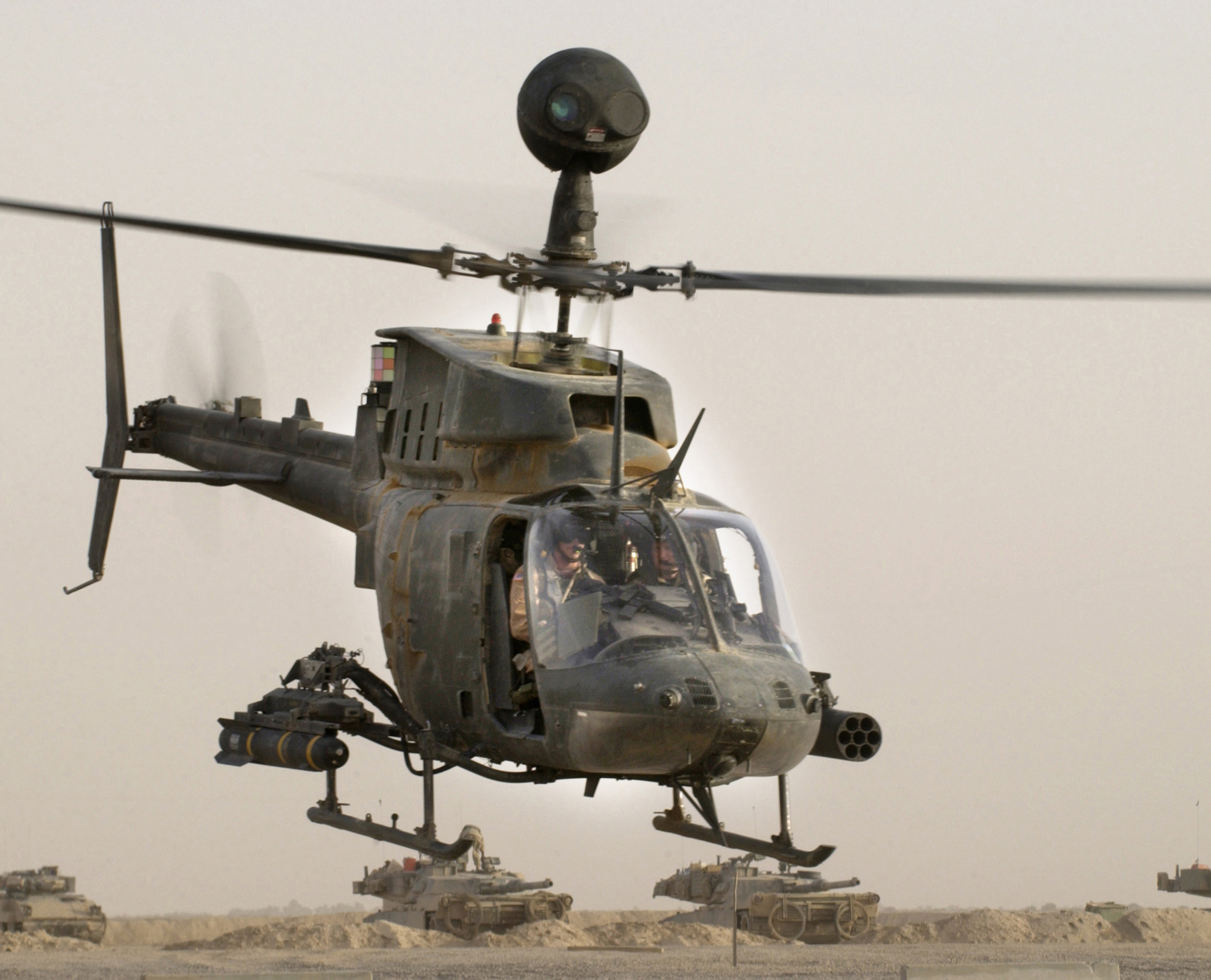
OH-58 D Kiowa, les derniers sont retirés du service en 2017.
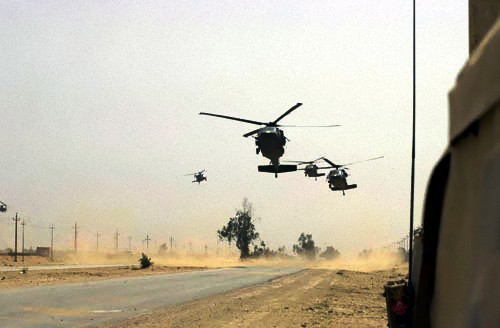
Poser d'assaut d'UH-60 Black Hawk de la 101e aéroporté durant l'opération liberté irakienne en 2003
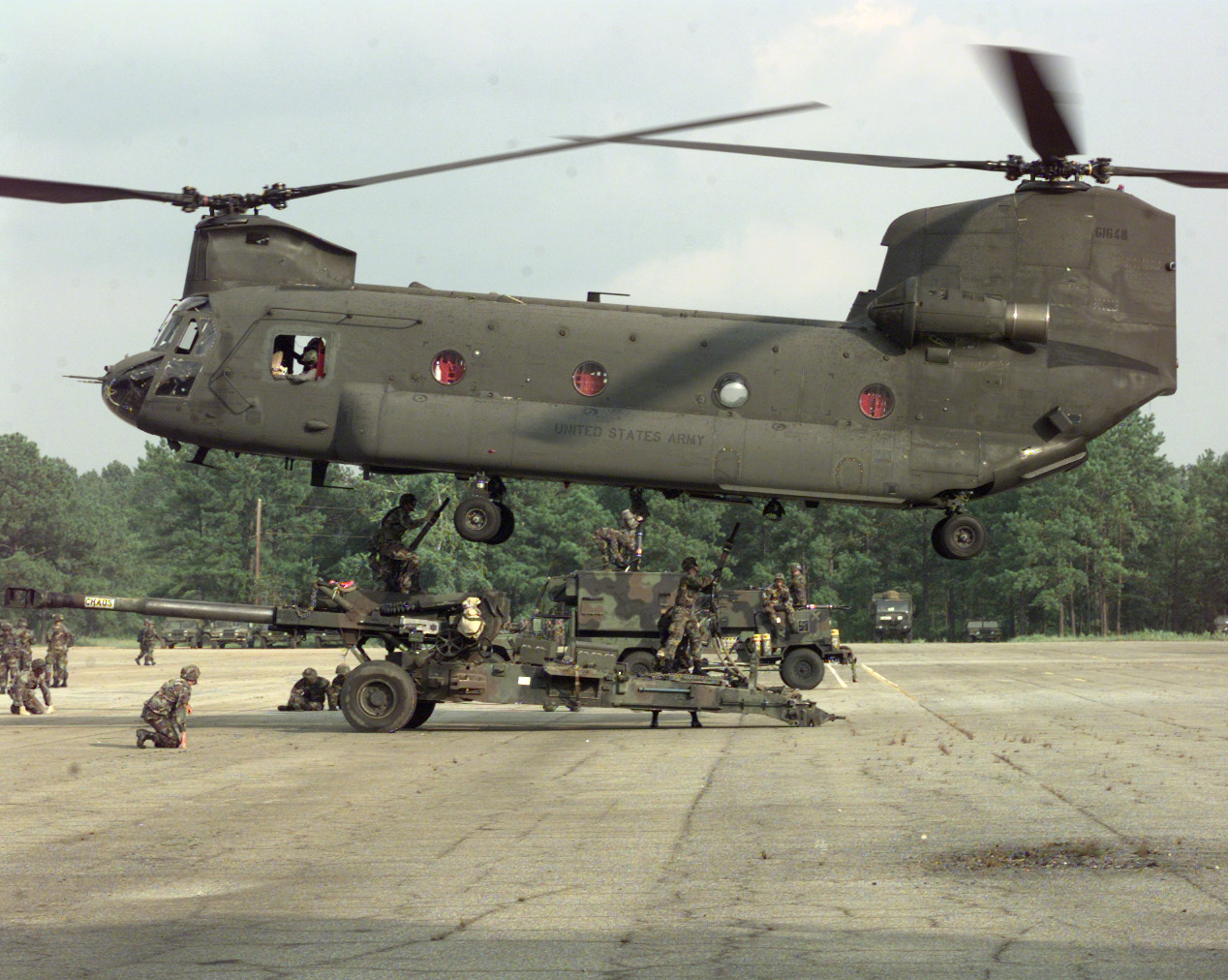
CH-47 Chinook
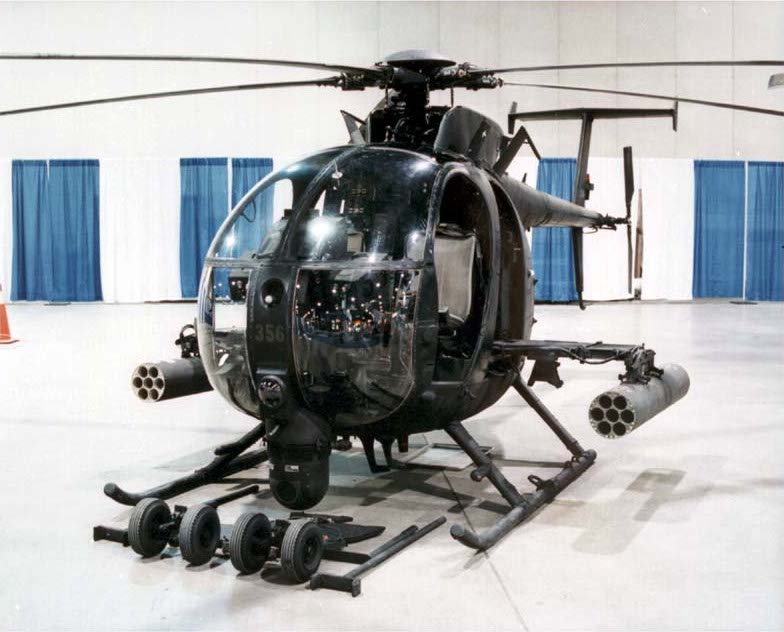
MH-6 Little Bird
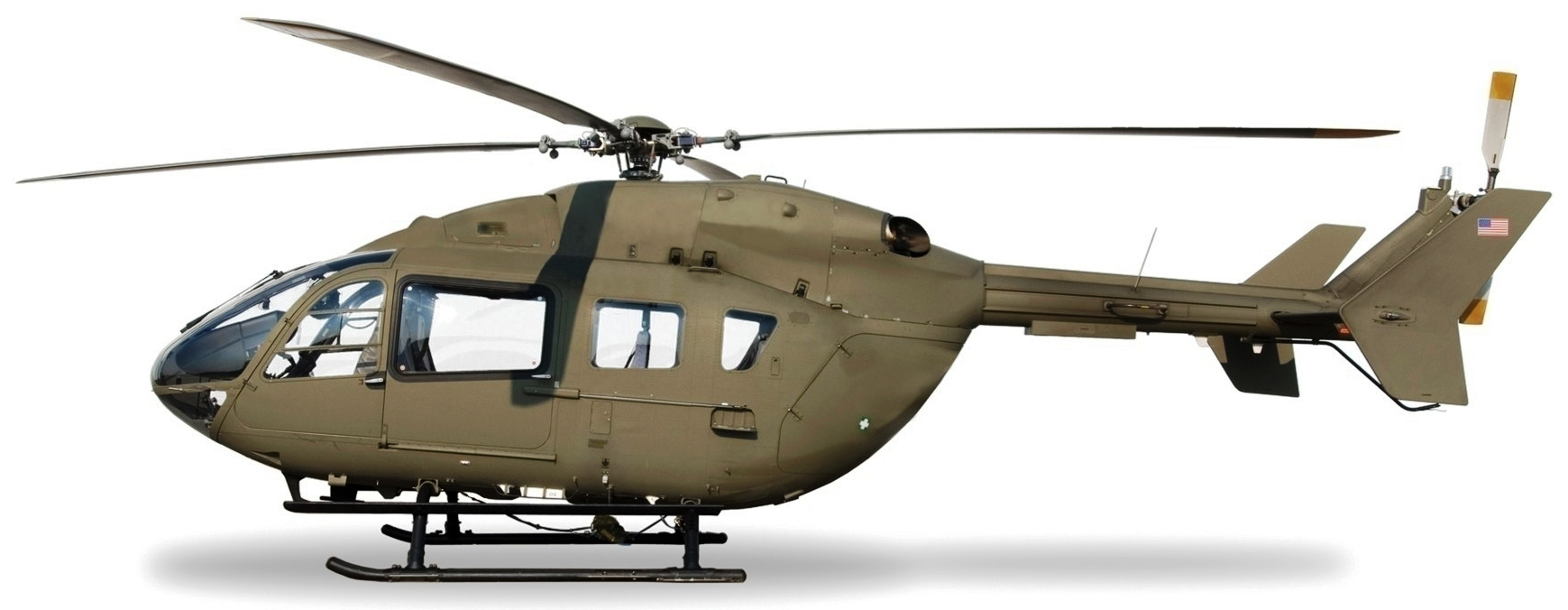
UH-72 Lakota, version militaire du MBB-Kawasaki BK 117, destiné à la garde nationale des États-Unis pour opérer sur le sol américain.
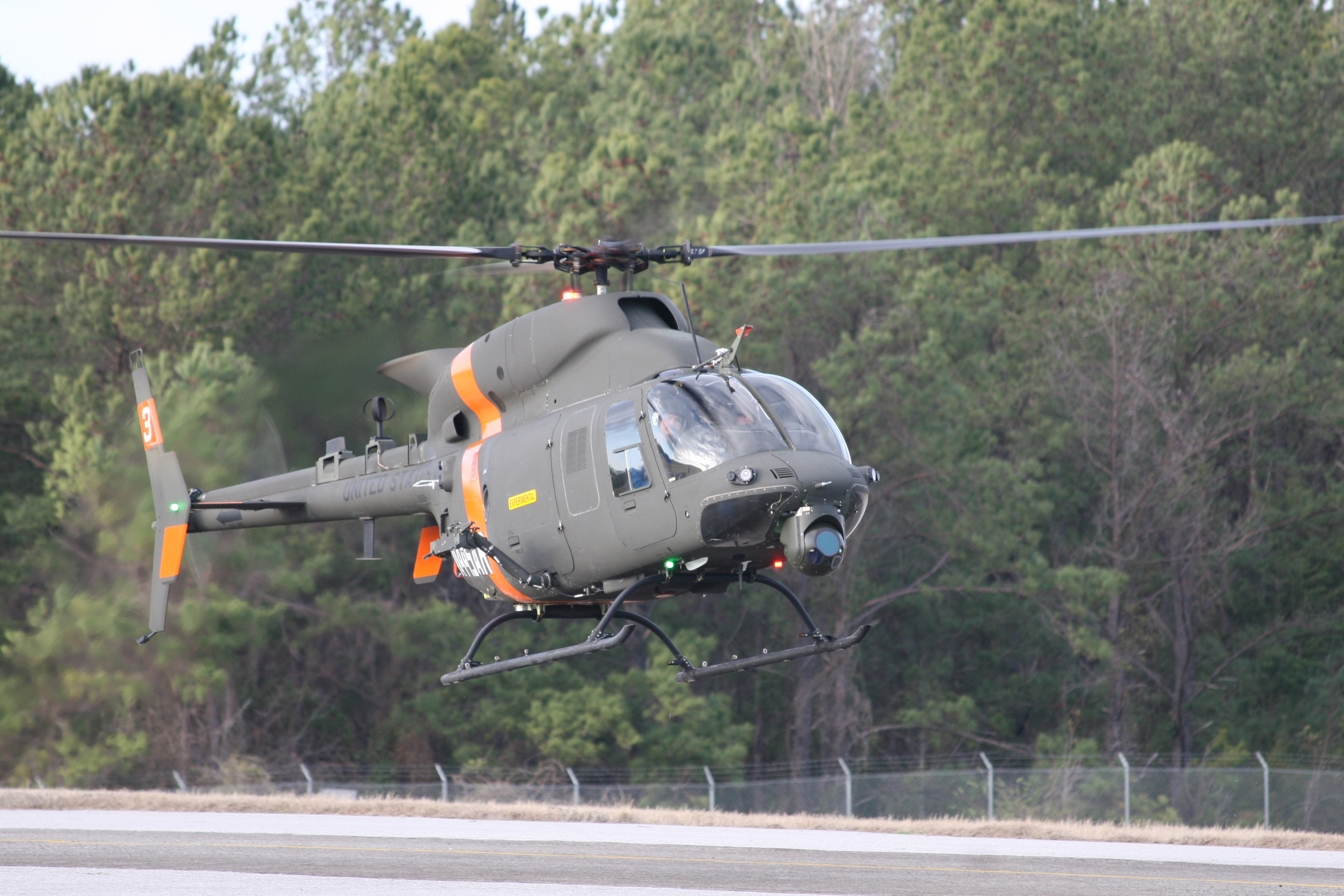
Version d'entrainement du Bell ARH-70. Programme abandonné.